# June 2010 Rehearsal
June 2010 Rehearsal è un EP del gruppo musicale statunitense Primus, pubblicato nel 2010.

## Tracce
1. Pudding Time – 5:04
2. American Life – 7:44
3. Duchess and the Proverbial Mind Spread – 4:47
4. Harold of the Rocks – 8:43

## Formazione
- Les Claypool – voce, basso
- Larry LaLonde – chitarra
- Jay Lane – batteria, percussioni